# 보니토
보니토(이탈리아어: Bonito)는 이탈리아 캄파니아주 아벨리노도의 코무네다.

## 지역 출신 유명인
- 살바토레 페라가모: 디자이너